# Pilar del Castillo
Pilar del Castillo Vera (Nador, Marruecos español, 31 de julio de 1952) es una política española, diputada en el Parlamento Europeo desde 2004. Es miembro de la Comisión de Industria, Investigación y Energía (ITRE). Es Presidenta del European Internet Forum y copresidenta del Intergrupo parlamentario de Inteligencia Artificial y Digital. Es miembro de la Comisión Especial sobre Inteligencia Artificial en la Era Digital.
Fue Ministra de Educación, Cultura y Deporte entre 2000 y 2004 y Directora del Centro de Investigaciones Sociológicas (CIS) entre 1996 y 2000.
Es catedrática de Ciencias Políticas y de la Administración y doctora en Derecho. Fue becaria Fulbright en la Ohio State University (1980-1982).

## Biografía

### Formación e inicios
Es licenciada en Derecho en la Universidad Complutense de Madrid en 1974. 
A su paso por la universidad militó en el partido Bandera Roja.
En 1980 obtuvo una beca del Programa Fulbright para cursar un máster en Ciencia Política en la Ohio State University en EE. UU. Es doctora en Derecho por la Universidad Complutense de Madrid en 1983. En 1984 obtiene el Premio del Centro de Investigaciones Sociológicas (CIS) por su tesis doctoral "La financiación de partidos políticos en las democracias occidentales".
En 1986 obtuvo la plaza de profesora titular de Derecho Constitucional en la UNED y en 1994 la de catedrática en Ciencias Políticas y de la Administración. De 1995 a 1996 dirigió la Nueva Revista de Política, Cultura y Arte, editada por Antonio Fontán. Y entre 1996 y 2000 fue directora el Centro de Investigaciones Sociológicas (CIS) en la primera legislatura de la Democracia española gobernada por el Partido Popular.

### Ministerio de Educación, Cultura, y Deporte
En 2000 fue nombrada Ministra de Educación, Cultura, y Deporte en el segundo mandato del popular José María Aznar. Durante su mandato se aprobaron, entre otras, las siguientes iniciativas legislativas: Reales Decretos de Enseñanzas Comunes (diciembre de 2000), Ley Orgánica de Universidades (diciembre de 2001), Ley Orgánica de Formación Profesional (junio de 2002), Ley Orgánica de Calidad de la Educación (diciembre de 2002), Ley del Cine y Ley del Museo del Prado.
Las ampliaciones del Museo del Prado y del Museo Reina Sofía se desarrollaron en buena parte durante su gestión ministerial. El Museo del Traje también es un proyecto de su etapa como ministra.

### Parlamento Europeo

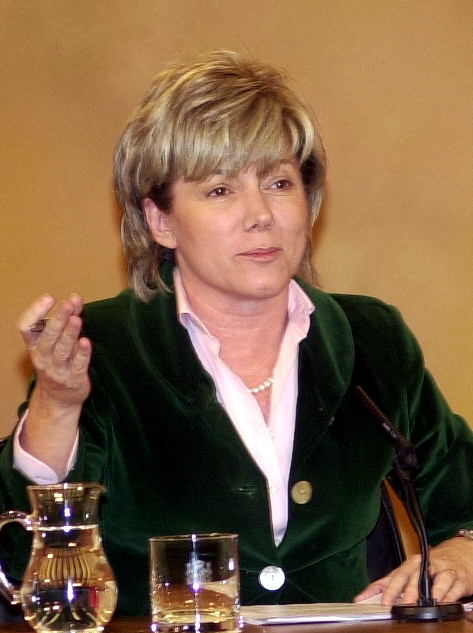
Pilar del Castillo en rueda de prensa después de un Consejo de Ministros en 2001

En junio de 2004 fue elegida eurodiputada. Desde entonces, es miembro de la Comisión de Industria, Investigación y Energía (ITRE). En la 9.ª legislatura es también miembro suplente de la Comisión de Mercado Interior y Protección del Consumidor (IMCO).
Preside la Delegación para las Relaciones con los Países de la Comunidad Andina (DAND). Es miembro de la Conferencia de Presidentes de Delegación (CPDE) y de la Delegación en la Asamblea Parlamentaria Euro-Latinoamericana (DLAT).
Copreside el Intergrupo parlamentario de Inteligencia Artificial y Digital y es miembro de la Comisión Especial sobre Inteligencia Artificial en la Era Digital del Parlamento Europeo.
En legislaturas anteriores, ha sido Coordinadora del Grupo del Partido Popular Europeo en la Comisión de Industria, Investigación, Energía y Telecomunicaciones (ITRE) y miembro de las Delegaciones del Parlamento Europeo para las relaciones con Brasil, India y China.
Durante su etapa como diputada en el Parlamento Europeo ha desarrollado una intensa actividad parlamentaria centrada fundamentalmente en el desarrollo de las tecnologías digitales y las telecomunicaciones. En la actualidad es Ponente del Grupo Popular Europeo en el Reglamento por el que se crea el Centro Europeo de Ciberseguridad.
También ha sido:
1. Ponente del Reglamento sobre el Mercado Único de las Telecomunicaciones, que supuso el final del roaming y la primera legislación europea sobre la neutralidad de la red.
2. Ponente del Código Europeo de las Comunicaciones Electrónicas. El nuevo marco regulatorio tiene como objetivo fundamental desarrollar el alto nivel de conectividad que necesitan hoy las tecnologías digitales más avanzadas, estimulando la inversión en redes de muy alta capacidad y el despliegue del 5G. También introduce un mayor grado de coordinación de la gestión del espectro en la Unión Europea y reduce significativamente el coste de las llamadas a otros países europeos.
3. Ponente en la Directiva sobre la Seguridad de las Redes y los Sistemas de Información, la primera legislación sobre ciberseguridad para la Unión Europea.
4. Ponente del Grupo Popular Europeo en el Programa Europa Digital, que tiene como objetivo reforzar las capacidades digitales estratégicas de la Unión Europea, como la supercomputación, la Inteligencia Artificial, la ciberseguridad y las cibercompetencias o habilidades digitales avanzadas.
5. Ponente del Reglamento por el que se crea el Organismo de Reguladores Europeos en Comunicaciones Electrónicas" (BEREC).
6. Ponente del Informe sobre la computación en nube en Europa.
7. Ponente del Informe "Una Agenda Digital para Europa: 2015.eu
Desde julio de 2009 es presidenta del Foro Europeo de Internet (European Internet Forum - EIF).
Es Vicepresidenta del European Energy Forum (EEF) y miembro del Board del Transatlantic Policy Network (TPN) y de Knwoledge4Innovation (K4I).

## Investigación judicial
El 28 de mayo de 2024 fue imputada junto a varios socios por conspiración y denunciar en falso a un empresario. Según la querella y la documentación en agosto de 2006 la eurodiputada firmó su entrada como accionista de una empresa del sector tecnológico (Tecnofor Ibérica SL). Obtuvo 733 participaciones por un valor de 90.000 euros que estaban repartidas entre el capital social y la prima de emisión. Para en abril de 2013 adquirir, mediante la empresa Attendance Estudios y Consultoría, participaciones de otra sociedad (Cloud Middle Trust SL). El querellante en su escrito afirmó que los socios «pasaron a ejercer un incesante acoso societario» que culminó con una querella contra él por administración desleal. El caso acabó en absolución. La noticia del Diario.es hizo referencia a que del Castillo fue citada a declarar por el juez el 28 de mayo, sin embargo el juez no fue capaz de localizar a la eurodiputada. En 2024 se han realizado varias declaraciones de los investigados incluyendo a Manuel Muñiz Morell (no respondió a preguntas del juez), socio de Pilar del Castillo y a quien ella propuso como administrador de Tecnofor, sin embargo, en 2024 del Castillo ha evitado declarar en el juzgado.

## Patronatos
Es vicepresidenta del Patronato del Museo del Prado y miembro del Patronato del Consejo de la Fundación España Digital.

## Publicaciones
Ha publicado trabajos en el campo de los partidos políticos, el comportamiento electoral y cultura política, entre otros:
- La financiación de partidos y candidatos en las democracias occidentales, Madrid, Centro de Investigaciones Sociológicas, 1985.
- Comportamiento político y electoral (Eds), Madrid, Centro de Investigaciones Sociológicas, 1994.
- Cultura y política (Ed), Valencia, Tirant lo Blanch, 1997.
- La Financiación de la Política en Iberoamérica (Ed), San José de Costa Rica, Instituto Interamericano de Derechos Humanos, Centro de Asesoría y Promoción Electoral, 1998.

## Aficiones
Su afición a la pintura es conocida. En la Galería de Retratos del Ministerio de Educación y Ciencia hay un autorretrato pintada por ella.